# Puente del diablo (Lumbier)
El puente del Diablo en Lumbier (también conocido como Puente de Jesús) es una construcción datada a mediados del siglo XVI. Uniendo las dos caras de la foz de Lumbier crea una maravillosa vista del citado accidente geográfico. Actualmente el puente se encuentra derruido. Lo podemos encontrar en la salida de la foz, en el límite del término municipal de Liédena. Debido a lo complicado de la orografía del terreno se le denominó como puente del diablo, en semejanza a otros puentes del territorio español y europeo. Como todos estos puentes también posee una leyenda respecto al misterio de su construcción. 

## Historia
La construcción del puente está datada a mediados del siglo XVI -aunque otras fuentes indican una construcción posterior, el siglo XVIII-. Edificado sobre un solo arco -de 8 metros de luz- situado a 15 metros sobre el río Irati, tenía en su origen una extensión de unos 30 metros de largo por 2 de ancho. Cumplía la función de enlace entre la población de Liédena con las otras situadas más allá del margen izquierdo del río Irati, por ejemplo las ventas de Lumbier. De no ser así las gentes del lugar se veían obligadas a viajar hasta el puente sobre el Aragón, siendo esta una ruta menos directa que la que atravesaba la foz. Por lo tanto su construcción, ideada por parte de los habitantes de Liédena, tenía la función de evitar el cruce del río mediante barca, bastante peligroso y no siempre practicable. Debido a las crecidas frecuentes y a que el río Irati crece en envergadura después de abrir esta cicatriz en la tierra, el puente del Diablo de Lumbier se convirtió en un lugar altamente estratégico.

El puente cumplió su cometido hasta el año 1812, año en el que las tropas francesas -dentro de la Guerra de Independencia- por motivos estratégicos decidieron hundir el puente. Según una leyenda local sin embargo fue el militar Espoz y Mina en el año 1811 quien lo derrumbó para así impedir el paso de los franceses. La leyenda es errónea, aunque solo en parte. Espoz y Mina realmente intentó derrumbar un puente, aunque fue el Puente de la Ida de Lumbier:
Puente de la Ida (Lumbier): Este puente, probablemente de origen medieval, se encuentra a la entrada de la localidad. Consta de cuatro arcos circulares, de los cuales uno fue derribado por Espoz y Mina en enero de 1811 con el fin de cortar el paso a las tropas francesas que se encontraban parapetadas a la orilla izquierda del río.
El puente, desde su derrumbe, ha permanecido derruido desde entonces.

## Las leyendas
Principalmente una destaca sobre las demás. Esta es la leyenda de la rica dama de nombre Magdalena:
La leyenda, lo que aquí nos ocupa, habla de una rica dama llamada Magdalena, enferma de riñón y del estómago. Tal fue su dolor, que un día su sirvienta Clisatela decidió salir en busca de las aguas curativas de la fuente de Liscar. Pero lo que no tuvo en cuenta esta sirvienta es que para ello tenía que atravesar el río que transcurre por la Foz de Lumbier y debía hacerlo sin barca, ya que el viento se la había llevado.
El diablo, que apareció al oler su desesperación, le ofreció hacer un trato. Él le construiría un puente para atravesar la foz antes de las 6 de la madrugada y ella tendría que entregarle su alma. Clisatela, dubitativa, terminó por aceptar el pacto y esperó a que el diablo llevara a cabo su cometido.
Cuando el reloj de sol de una torre cercana marcó las 7 - una hora más tarde de lo pactado-, el diablo mostró a Clisetela su construcción, que unía de un lado a otro la Foz y permitía a la joven atravesar. La joven, que milagrosamente se salvó el entregar su alma al diablo, decidió rebautizar el puente como el de Jesús.
La leyenda no deja de tener las clásicas características de este tipo de leyendas referentes a puentes del diablo:
- En la inmensa mayoría de todas ellas el Diablo, ansioso por almas humanas, aparece justo cuando una persona ve imposibilitado su paso debido a un accidente geográfico.
- Este les promete la construcción de un puente imposible en menos de un día (u otra fecha dependiendo de la leyenda) a cambio de un alma; normalmente de la primera persona que cruce el puente.
- Al final, tras construir el puente, los inocentes, debido a su astucia o mediante la ayuda de Dios, consiguen engañar al Diablo sin perder el alma en el intento.

Esto se repite en la mayoría de leyendas de puentes del diablo que podamos leer.